# Wolfgang Berger (Kabarettist)

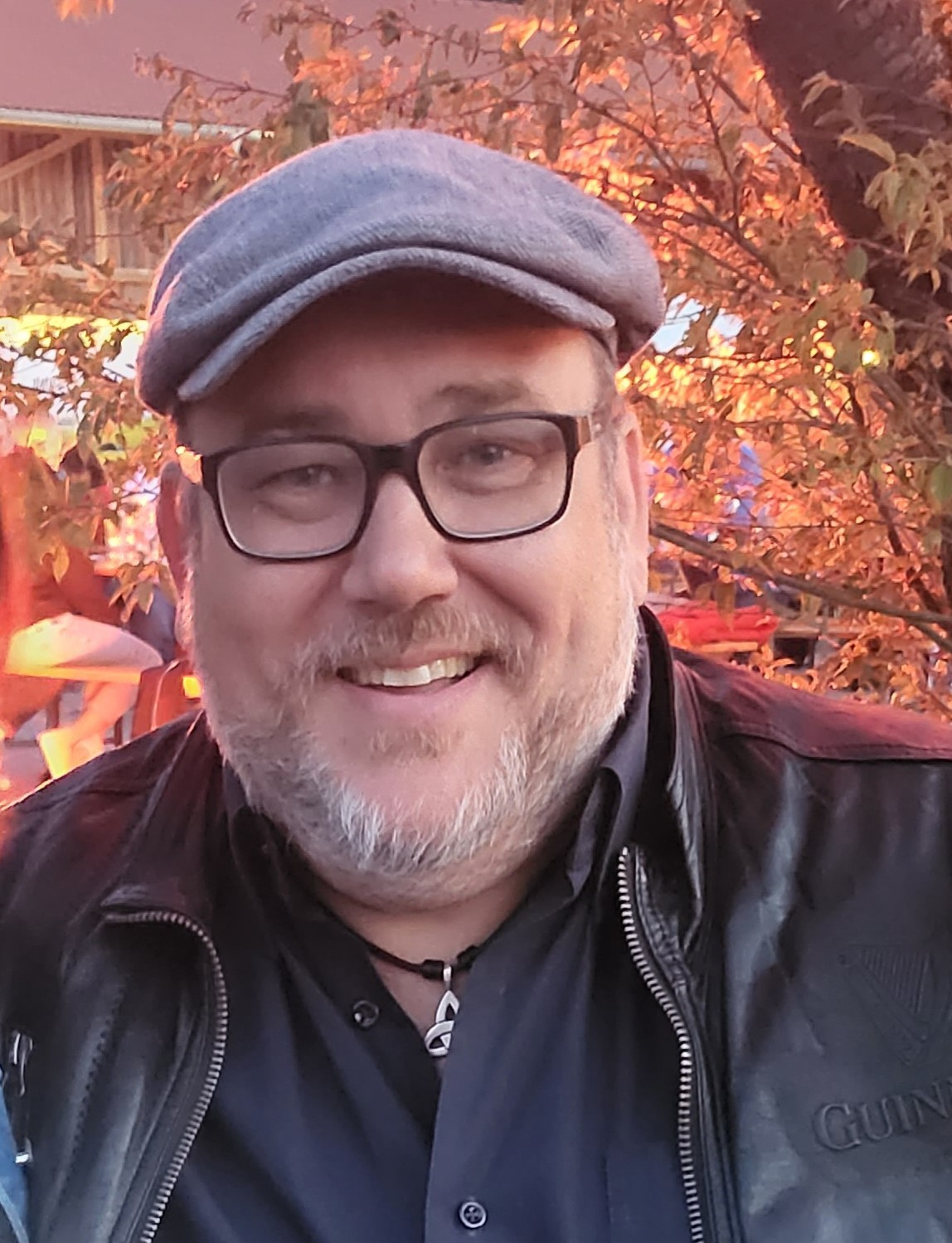
Wolfgang "Woife" Berger, 2023

Wolfgang „Woife“ Berger (* 13. Februar 1971) ist ein niederbayerischer Liedermacher, Musikkabarettist, Humorist, Schauspieler, Moderator und Autor. Er tritt auch unter seinem Künstlernamen der Fälscher auf.

## Leben
Berger wurde als erstes Kind von Wolfgang Berger und Roswitha Berger, geborene Peteratzinger, im Niederbayerischen Landkreis Rottal-Inn geboren, wo er heute noch wohnt. Berger absolvierte 1986 eine Ausbildung zum Stahlbetonbauer und nach dem Zivildienst 1992 erlernte er den Beruf des Krankenpflegers. Er tritt seit 1991 als Kabarettist, Sänger und allgemein als Bühnenkünstler auf, seit 2008 hauptberuflich. Berger ist verheiratet und seit 2001 Vater einer Tochter.

## Projekte
Berger begann als Kabarettist 1991 mit der Kabarettgruppe s`Ohrlabbal, in der er an 6 Programmen (Leben auf dem Land-man gönnt sich ja sonst nichts / Hirnbatzl- oder der Zensur-Parkour / Beichtgeheimnisse / Total Egal / Ganz oben / Stoßzeit) beteiligt war. Im Jahr 2022 vereint sich die Kabarettgruppe s`Ohrlabbal wieder und steht nach 20 Jahren wieder gemeinsam mit Berger auf der Bühne.
1993 gründete Berger mit Anton Brunner das Liedermacher-Duo „Die Fälscher“ bei dem Brunner neun Jahre später ausstieg. Berger holte Peter Kummerer dazu, der nach einem Jahr aus beruflichen Gründen ebenso ausstieg. Danach entschloss sich Berger, als Solist der Fälscher weiterhin aufzutreten.
Im Jahr 2006 gründete er mit Florian Krenner und Günter Pilzweger das Swing-Trio „That's Life“. Berger war Frontsänger. 2009 trennte sich diese Formation. Mit Florian Krenner gründete er 2010 die Gruppe „Bigger Bang“, mit der er wieder als Frontsänger Unterhaltungsmusik anbietet. Bigger Bang tritt noch heute auf.
2008 machte Berger sein Künstlerdasein zum Hauptberuf und beendete vorerst seine Tätigkeit als Krankenpfleger. Es folgte das TV-Debüt bei Ottis Schlachthof im Bayerischen Rundfunk.
2009 schrieb Berger ein Kinderprogramm um Kobold Freddy und tritt damit an Grundschulen auf. Zur gleichen Zeit schrieb er auch das Programm Die Werte- & Mobbing-Show, mit dem er auch heute noch an Schulen Prävention gegen Mobbing betreibt. 2020 erstellte er die Schulvortragsreihe Ein guter Mensch sein, um Jugendliche auf Missstände aufmerksam zu machen.
Seit 2009 wurde er für mehrere Filme als Darsteller gebucht.
Im Jahr 2016 gründete er zusammen mit Kajetan „KJ“ Löffler die bayerische Blues-Rock-Band „Woife & KJ mit de Andern“. Diese Formation löste sich pandemiebedingt 2021 auf. 2023 formiert sich die Band neu und tritt wieder als "Woife & de Andern" auf, Kajetan Löffler steigt aus der Band aus.
2017 werden "Die 3 Gscheidmeier" vereint. Ein Projekt mit den Kabarettkollegen Vogelmayer und Horst Eberl.
Im Laufe der Jahre schrieb Berger eine wöchentliche Zeitungskolumne für das Rottaler Wochenblatt (14 Monate lang) und spielte eine zweiwöchentlich erscheinende TV-Kabarettkolumne (18 Monate lang) für den Lokalsender DonauTV. Er moderierte von 2015 bis 2019 das Bodenmaiser Glashüttenbrettl für DonauTV, von 2017 bis 2023 die Unterhaltungs-Show „Woifes Lokschuppen“ und von 2018 bis 2020 die Burgkirchner Talentschmiede. Im Jahr 2024 beginnt die Abendshow "Woifes Bürgerhaus-Show" in Simbach am Inn.
2018 schrieb Berger sein erstes Buch "Gedichtln & Gedichte fia Bayern & Preißn!". Der Karl-May-Verlag Bamberg veröffentlichte 2020 Bergers Werk Winnetou 1 auf Bayrisch als Hörbuch und 2021 den Roman Weißer Vater den man als mögliche Vorgeschichte zu allen Winnetou-Büchern einordnen kann. Im Jahr 2020 mimte Berger den bayrischen Old Shatterhand bei den Süddeutschen Karl-May-Festspielen, den er dort auch 2021 wieder darstellte. Mit "Rückkehr zum Silbersee" kreiert er 2023 ein neues Winnetou-Abenteuer, das wieder vom Karl May-Verlag veröffentlicht wurde.

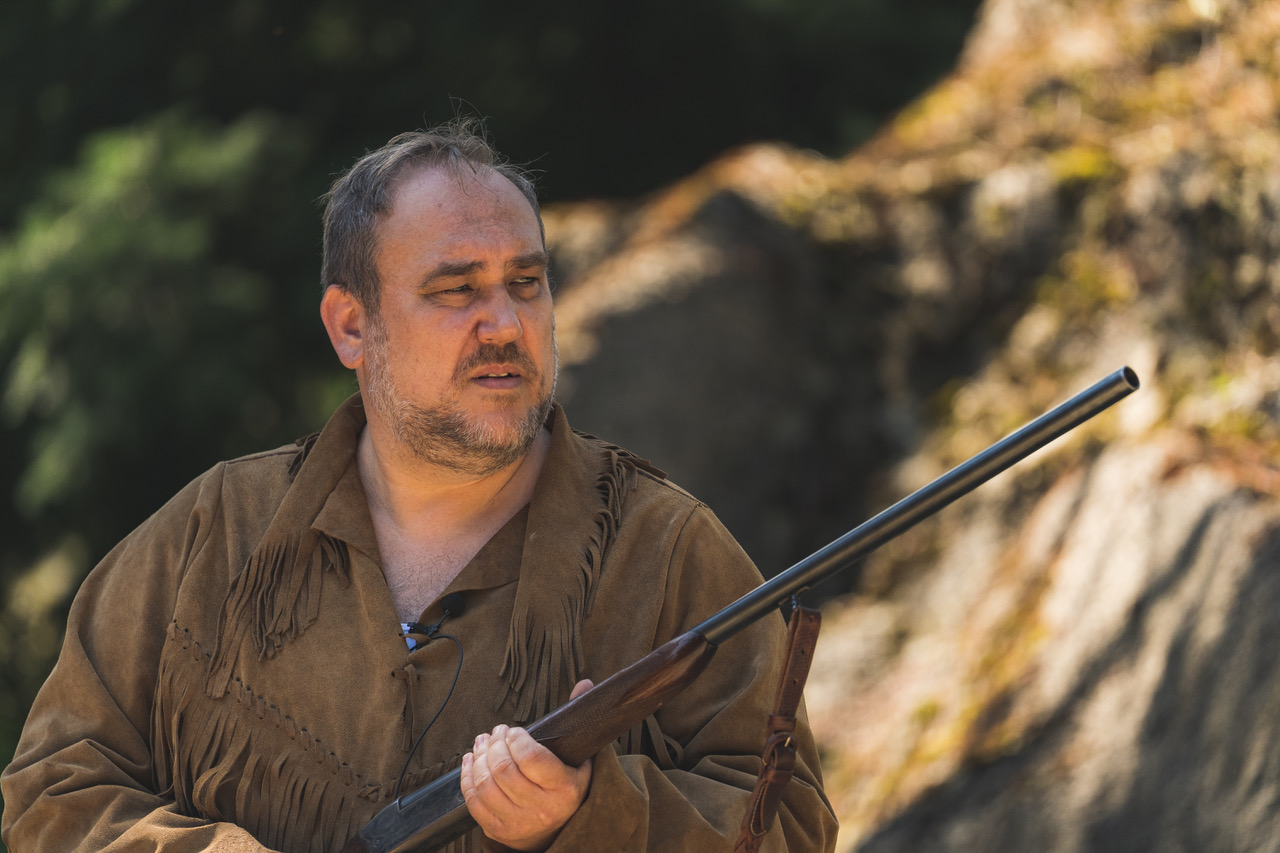

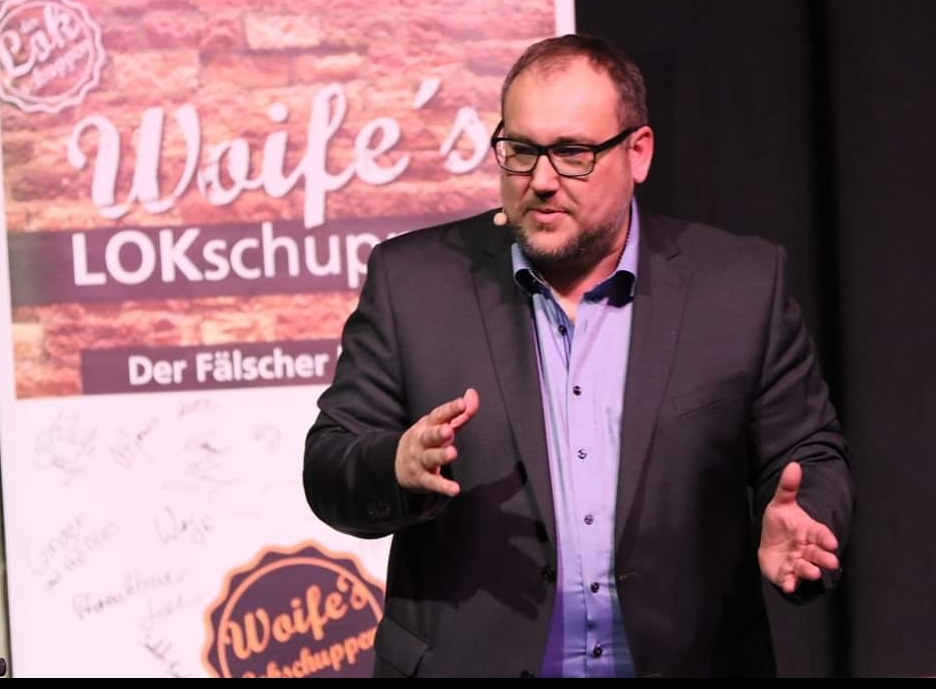

## Auszeichnungen
- 2005: Der 1. Heppel-& Ettlich Kleinkunstpreis in München
- 2018: die gläserne Weißwurst am blau-weißen Bande

## Bühnen-Programme als der Fälscher
- Bis zum bitteren Ende
- Gestern wird morgen
- Fast die nackte Wahrheit
- Das Beste aus 10 Jahren
- Dahoam is dahoam
- Weibergschichten
- Ois Original
- Kinderprogramm von Kobold Freddy (wird noch aufgeführt)
- Mobbing & Werte-Show (wird noch aufgeführt)
- Dachbodenfunde
- Sahnestücke
- I & de Andern
- Zwischenzeit
- Viertel-Jahrhundert-Kabarett-Schmankerl (wird noch aufgeführt)
- s`Lebn (wird noch aufgeführt)
- Lesung mit: „Gedichte & Gedichtln fia Bayern & Preißn!“ (wird noch aufgeführt)
- Lesung mit: „Winnetou 1 auf bayrisch“ (wird noch aufgeführt)
- Vortrag:  „Ein guter Mensch sein“ (wird noch aufgeführt)

## Bühnen-Programme als Woife Berger

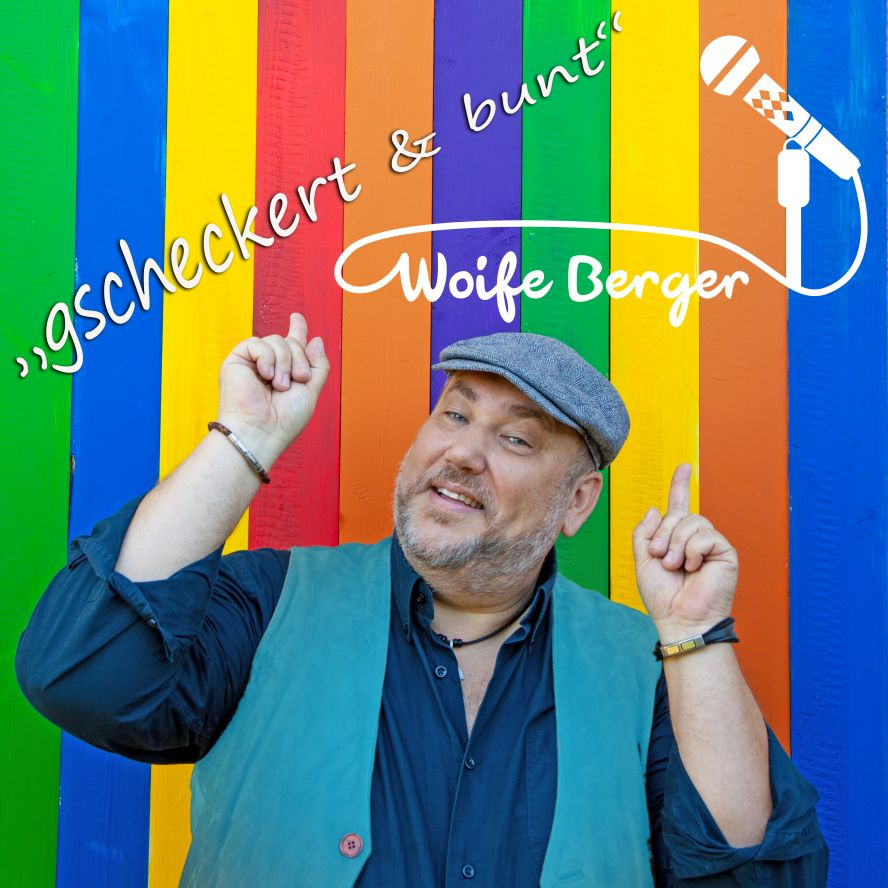
Offizielles Bild zum Programm "gscheckert & bunt" 2023

- Offizielles Bild zum Programm "gscheckert & bunt" 2023gscheckert & bunt (wird ab Ende Dez.23 aufgeführt)

## Diskografie
- 1994: i bi wiare bi
- 1996: Gestern wird morgen!!
- 1999: Fast die nackte Wahrheit
- 2001: Das Beste aus 10 Jahren
- 2004: dahoam is dahaom
- 2008: Weibergschichten
- 2009: Hoit ma zam
- 2009: Kobold Freddy Lieder aus dem Eichenwald
- 2012: Ois Original
- 2013: Ja, mia san Fans vom FC Bayern
- 2016: Zwischenzeit.
- 2017: s`Lebn.
- 2019: Projekt 20-19 (nur online verfügbar)
- 2020: Winnetou 1 auf bayrisch – Hörbuch, ISBN 978-3-7802-0870-5
- 2023: gscheckert & bunt (ab Dez.23 erhältlich)

## Filmografie
- 2009: Die Mitgift, Hauptrolle (als DVD erhältlich)
- 2010: Boarisch pilgern, Hauptrolle (als DVD erhältlich)
- 2010: Boarisch heiradn, Hauptrolle (als DVD erhältlich)
- 2011: Boarisch Verbrechen, Hauptrolle (als DVD erhältlich)
- 2011: Boarisch Erpressen, Hauptrolle (als DVD erhältlich)
- 2012: Weißbier & Koks, Hauptrolle (als DVD erhältlich)
- 2013: Boarisch Sterbn, Hauptrolle (als DVD erhältlich)
- 2015: Winterkartoffelknödel, Nebenrolle als Parkwächter
- 2015: Boarisch Ausnüchtern, Hauptrolle (als DVD erhältlich)
- 2015: Schluß-Aus-Amen, Nebenrolle als Bestatter
- 2015: Um Himmels Willen, Serien-Nebenrolle als unangenehmer Nachbar
- 2016: Frau Pfarrer und Herr Priester, Nebenrolle als geiziger Kirchenbesucher
- 2018: Boarisch Einschenga, Hauptrolle (als DVD erhältlich)
- 2019: Tatort „unklare Lage“, Nebenrolle als Kioskbesitzer
- 2019: Passaukrimi, Nebenrolle als Polizist
- 2020: Bockfotzn kannst hom, Hauptrolle
- 2022: Daheim in den Bergen, Serien-Nebenrolle als Getränke-Lieferant
- 2022: Wir haben einen Deal, Nebenrolle als Pfarrer
- 2022: Boarische Chaoten, Hauptrolle
- 2022: Dahoam is Dahoam, Nebenrolle als Großgrundbesitzer
- 2023: Aktenzeichen XY ungelöst, Nebenrolle als ungemütlicher Stammgast im Gasthaus
- 2023: Werbespot in der Rolle eines Sicherheitsbeamten

## Bücher

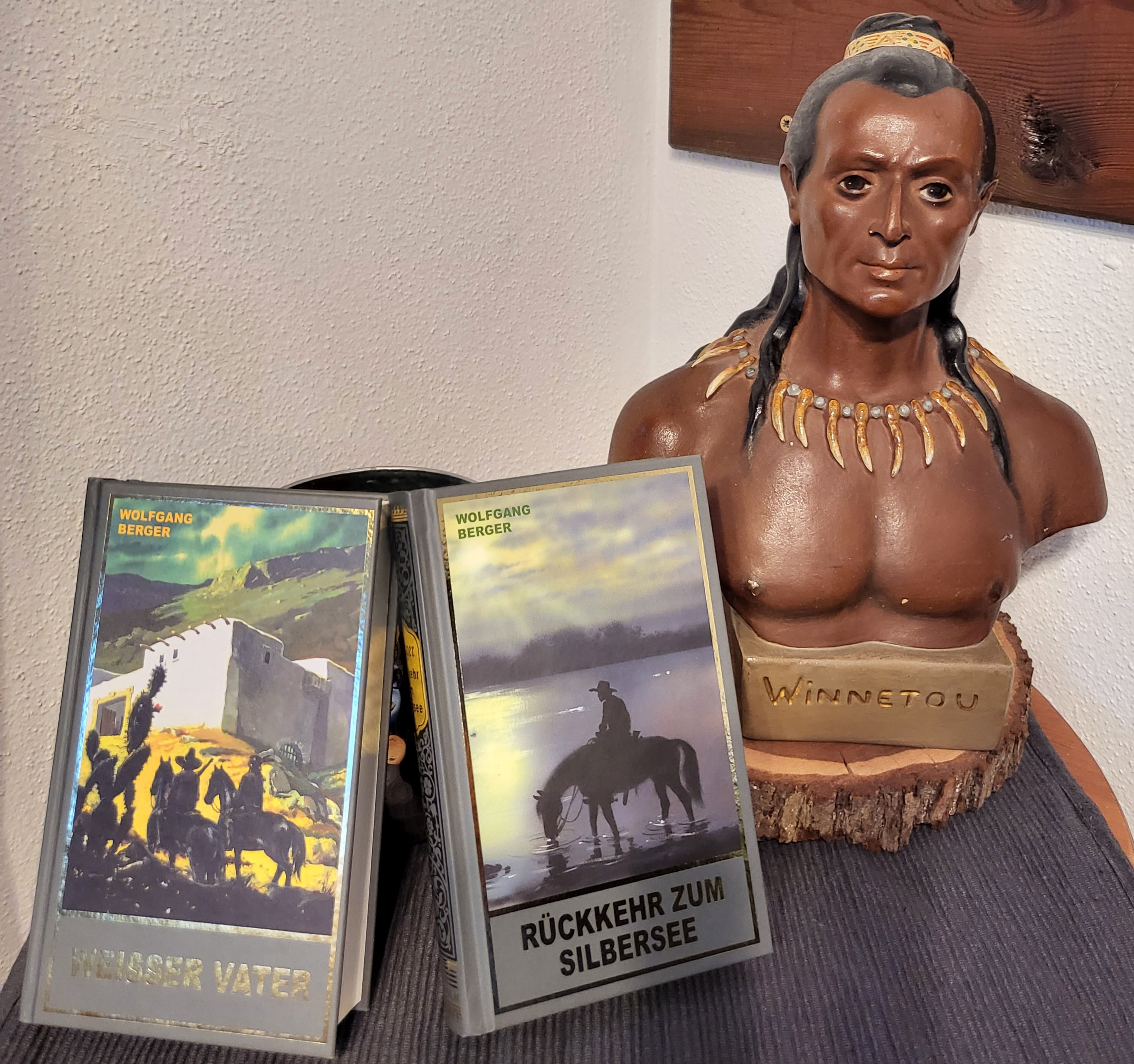
"Weißer Vater" & "Rückkehr zum Silbersee"

- "Weißer Vater" & "Rückkehr zum Silbersee"2018: Gedichtln & Gedichte fia Bayern & Preißn!, Gedichteband, Eigenverlag, ISBN 978-3-00-060161-3
- 2019: Winnetou 1 auf bayrisch, nur als Textbuch und Hörbuch, Roman Karl-May-Verlag, ISBN 978-3-7802-0870-5
- 2020: Winnetou 1 auf bayrisch – Textbuch für die süddeutschen Karl May-Festspiele,
- 2021: Weißer Vater, Roman, Karl-May-Verlag, ISBN 978-3-7802-0134-8
- 2021: Die Rückkehr zum Silbersee. Ein Dialekt-Projekt – Textbuch für die süddeutschen Karl May-Festspiele
- 2023: Rückkehr zum Silbersee, Karl May Verlag, ISBN 978-3-7802-0149-2